# Lohm-Kulm-Ängö
Lohm-Kulm-Ängö este o arie protejată (arie specială de conservare — SAC, sit de importanță comunitară — SCI, arie de protecție specială avifaunistică — SPA) din Finlanda întinsă pe o suprafață de 341 ha, integral pe uscat.

## Localizare
Centrul sitului Lohm-Kulm-Ängö este situat la coordonatele 60°05′53″N 21°44′00″E / 60.0981°N 21.7333°E.

## Înființare
Situl Lohm-Kulm-Ängö a fost declarat sit de importanță comunitară în august 1998 pentru a proteja 1 specie de plante și 5 specii de animale. Alte tipuri de protecție:
- arie de protecție specială avifaunistică (în august 1998)[2]
- arie specială de conservare (în aprilie 2015)[1][3][4]

## Biodiversitate
Situată în ecoregiunea boreală, aria protejată conține 10 habitate naturale: Lagune de coastă, Recifuri, Faleze cu vegetație de pe coastele atlantice și baltice, Insulițe și insule mici din Baltica boreală, Pante stâncoase silicioase cu vegetație casmofită, Taiga vestică, Păduri fino-scandinave bogate în ierburi cu Picea abies, Pășuni din zone de pădure fino-scandinave, Vegetație perenă pe țărmurile stâncoase, Păduri naturale în etape succesive primare ale suprafețelor emergente de coastă.
La baza desemnării sitului se află mai multe specii protejate:
- plante (1): Buxbaumia viridis
- păsări (5): cocoșul de mesteacăn (Bonasa bonasia), ciocănitoare neagră (Dryocopus martius), ciocănitoare verzuie (Picus canus), corcodel-urechiat (Podiceps auritus), Sterna paradisaea

Pe lângă speciile protejate, pe teritoriul sitului au mai fost identificate 5 specii de plante, 1 specie de păsări.